# 国会灯台

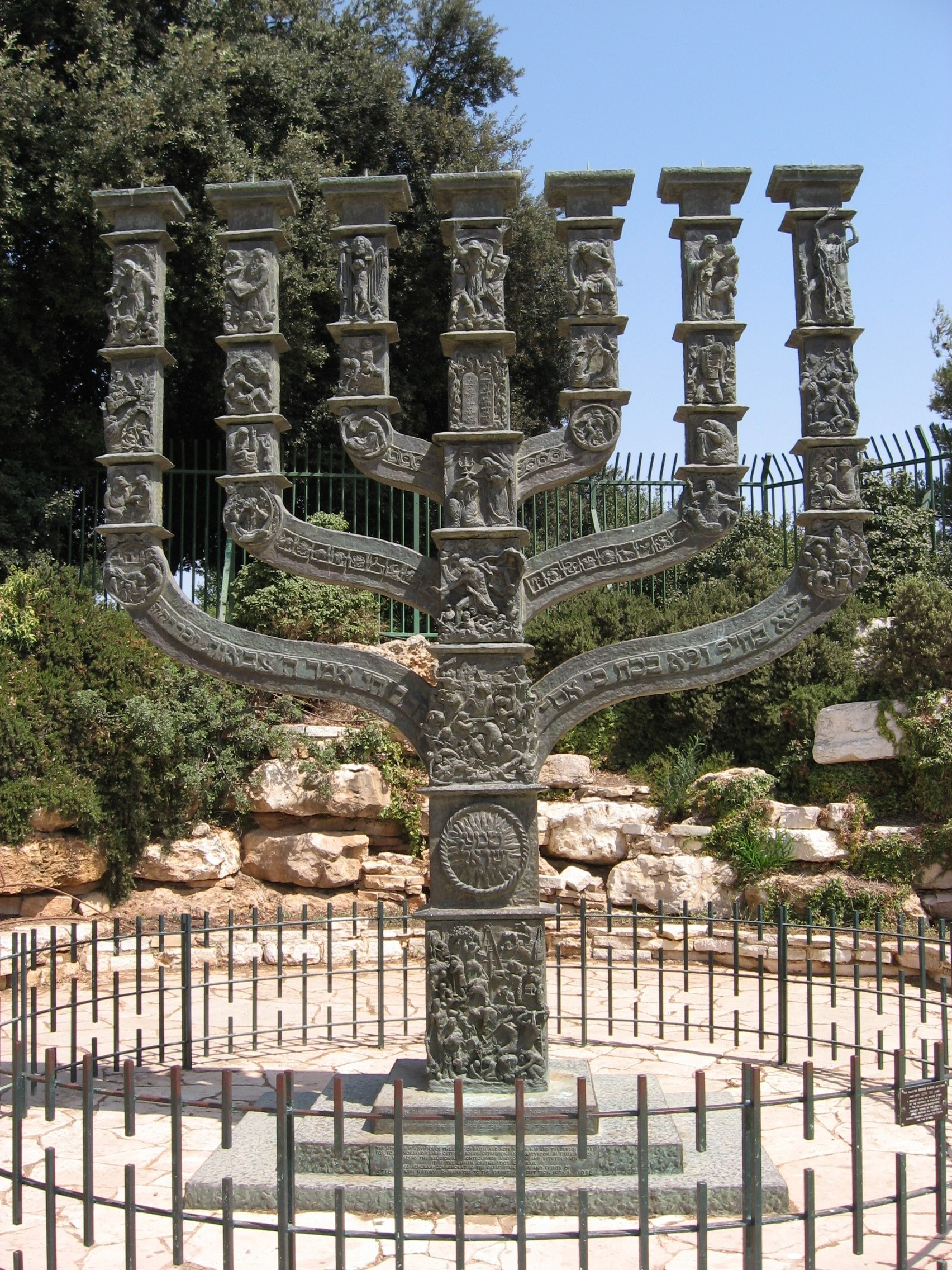
国会灯台

国会灯台（希伯来语： מנורת הכנסת Menorat HaKnesset）是一个青铜雕塑，大约5米高，位于耶路撒冷以色列国会大厦前玫瑰园（Gan Havradim）的边缘。1956年，英国国会将这尊雕塑赠送给以色列。这是由英国犹太人雕塑家Benno Elkan用6年时间完成的作品。猶太教燈臺是按照罗马提图斯凯旋门上描绘的犹太教灯台形状兴建，上面雕刻了犹太人历史上的大约30个重要事件。

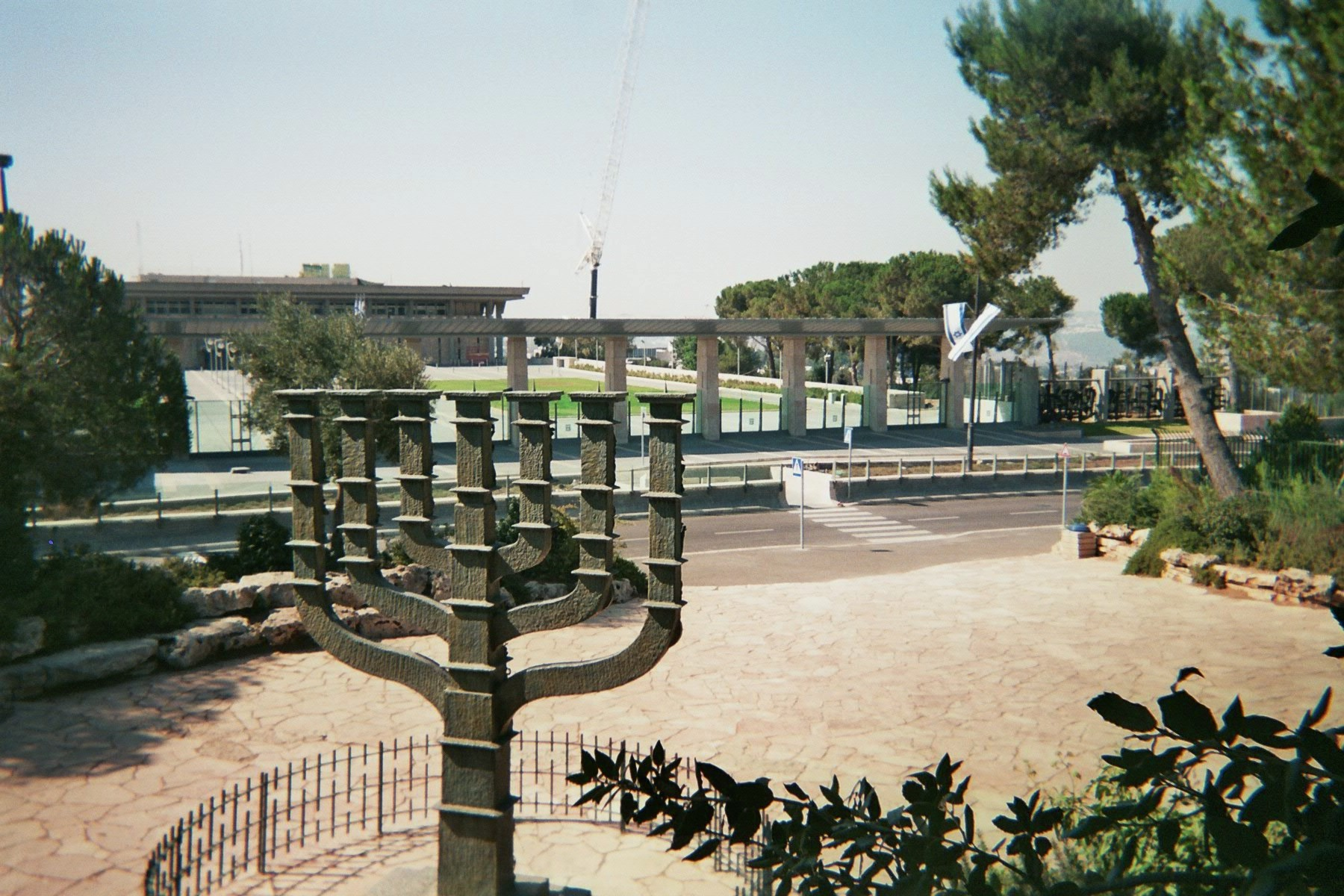

国会灯台
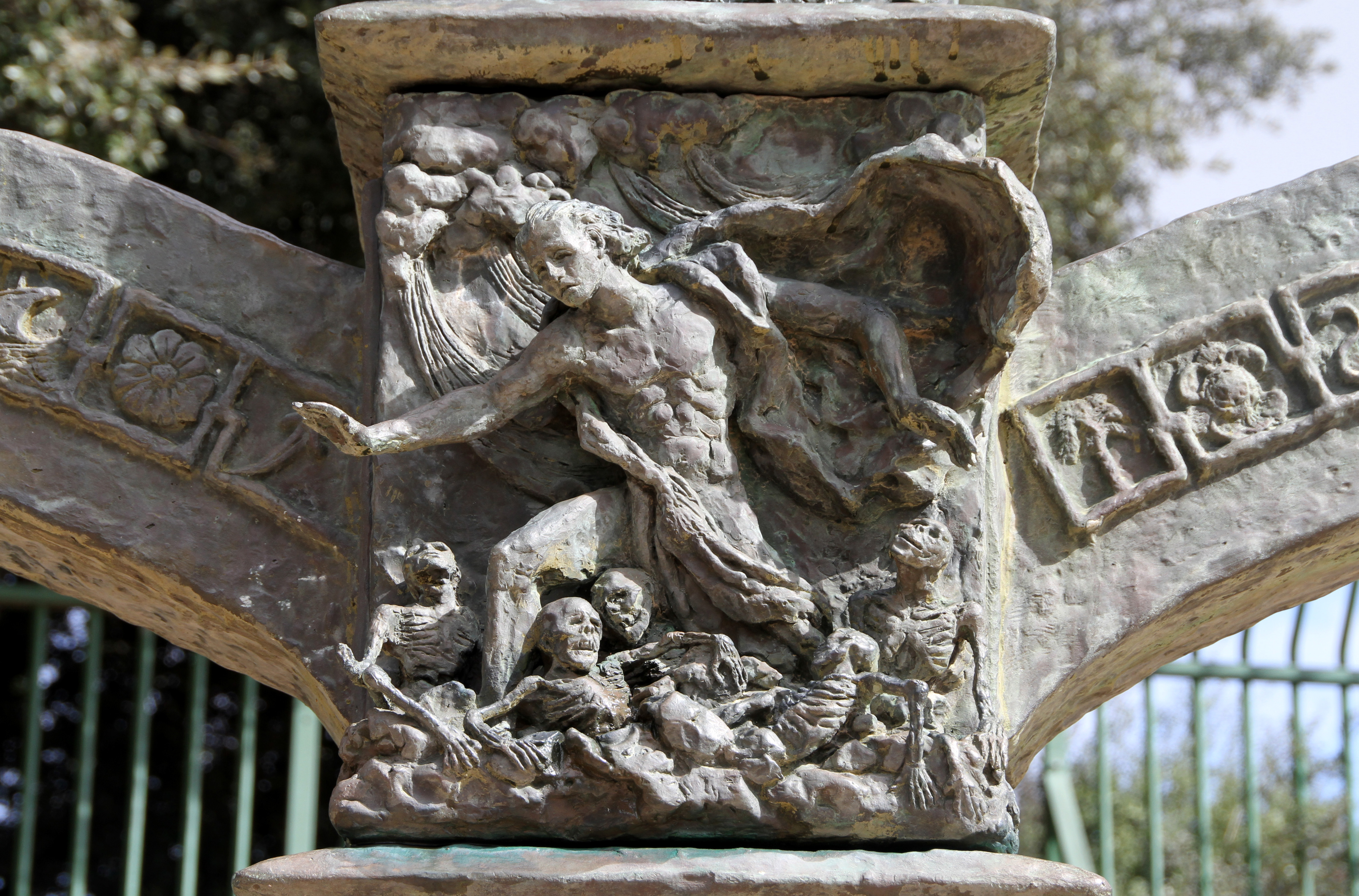
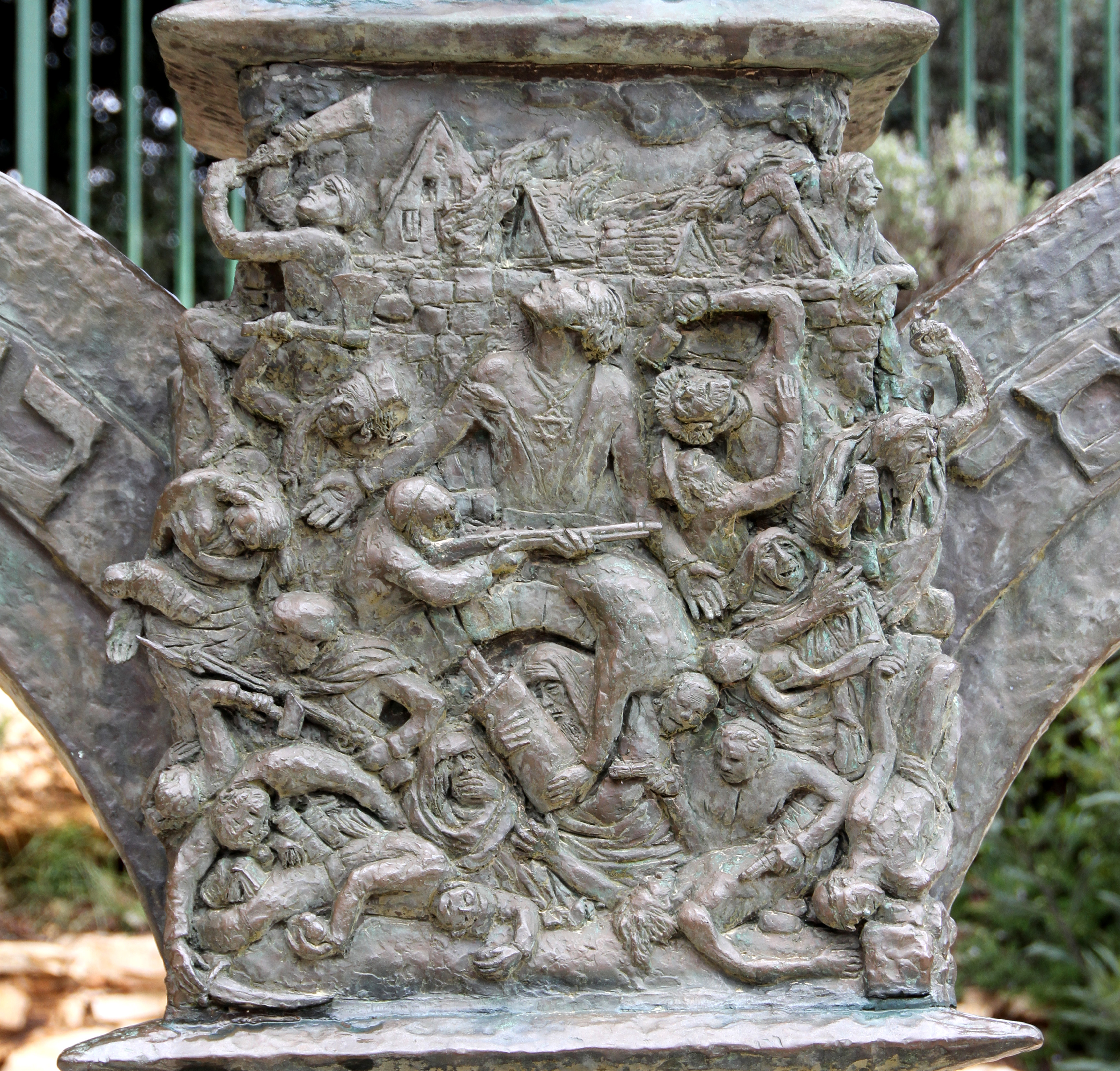
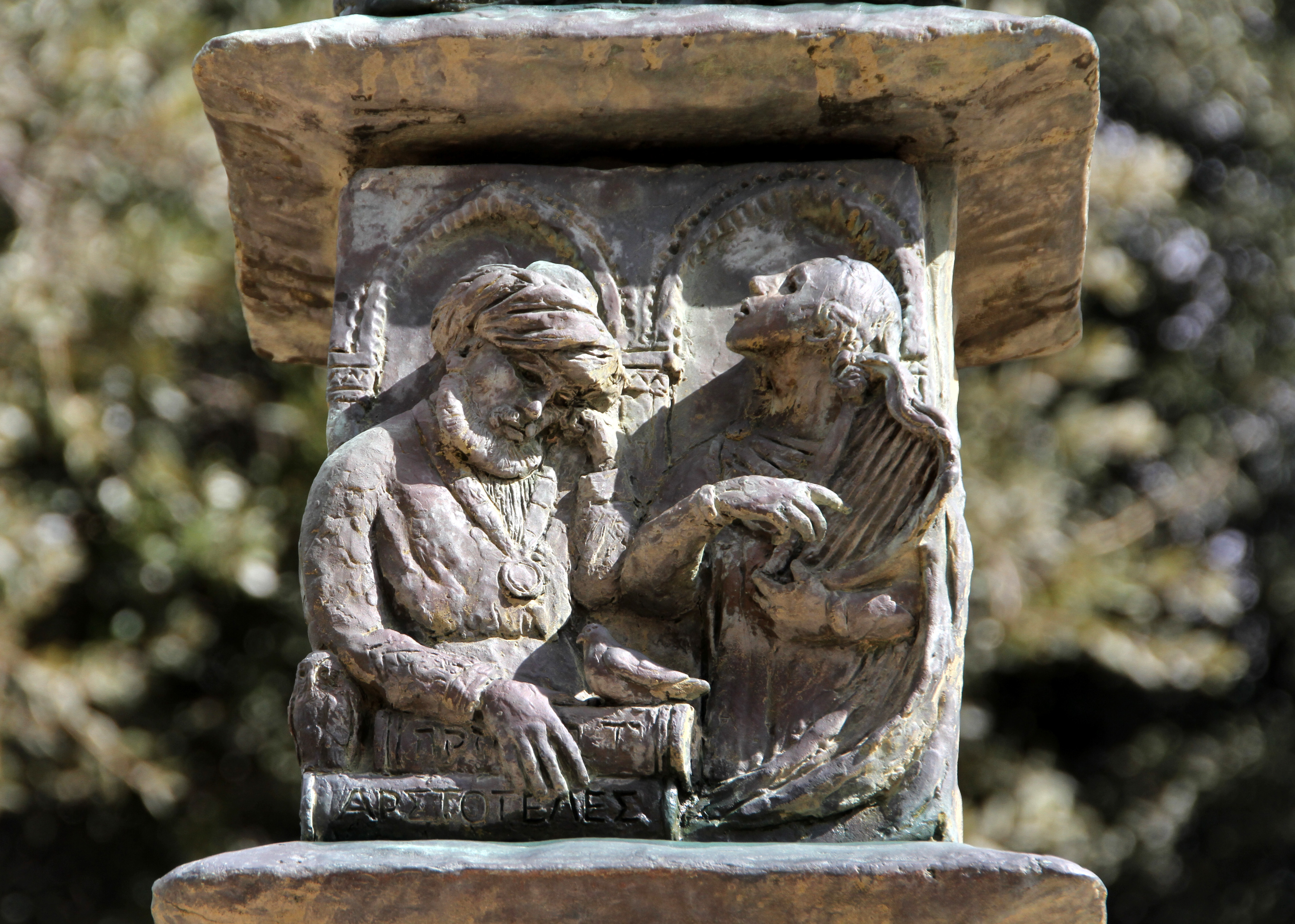
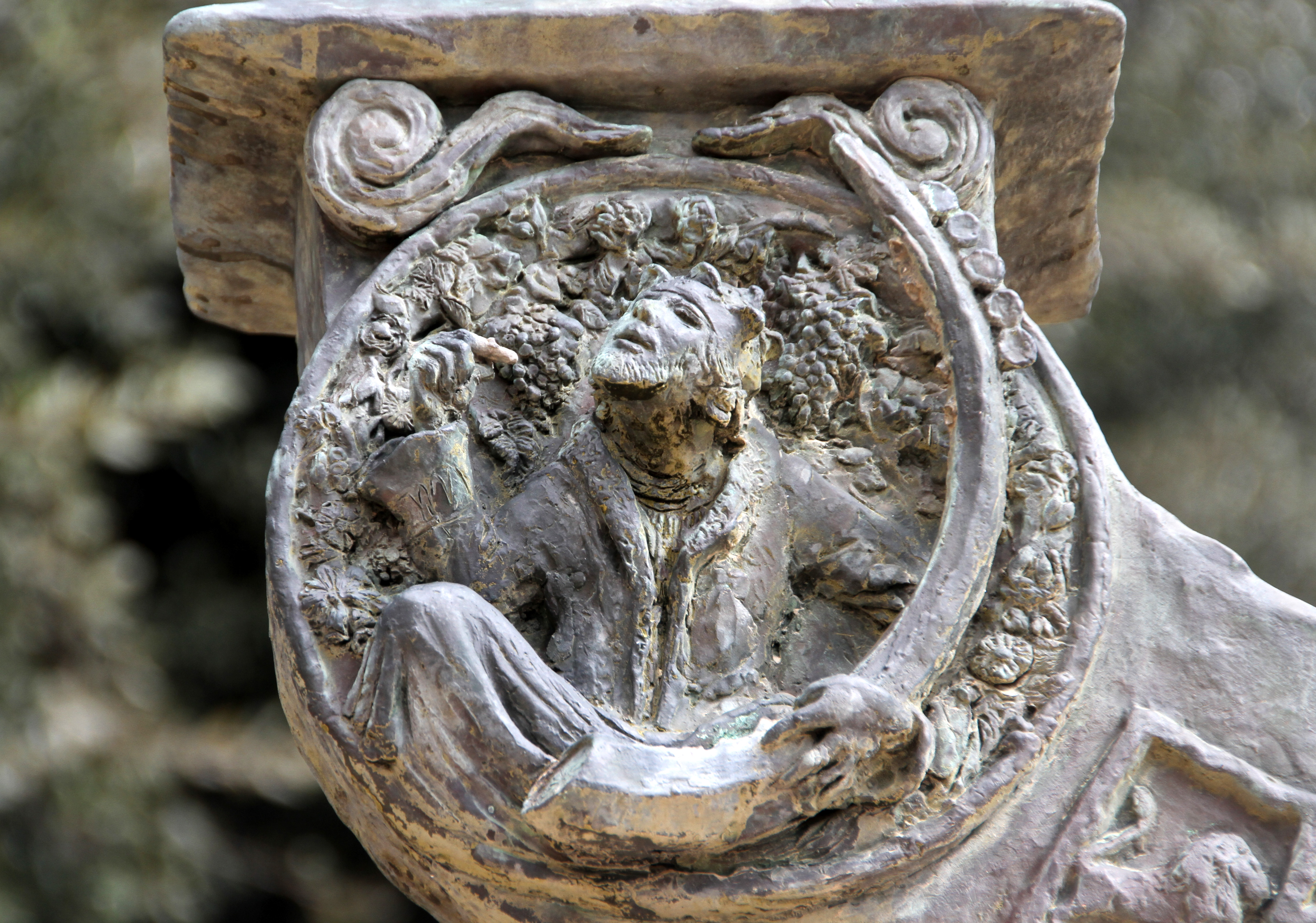
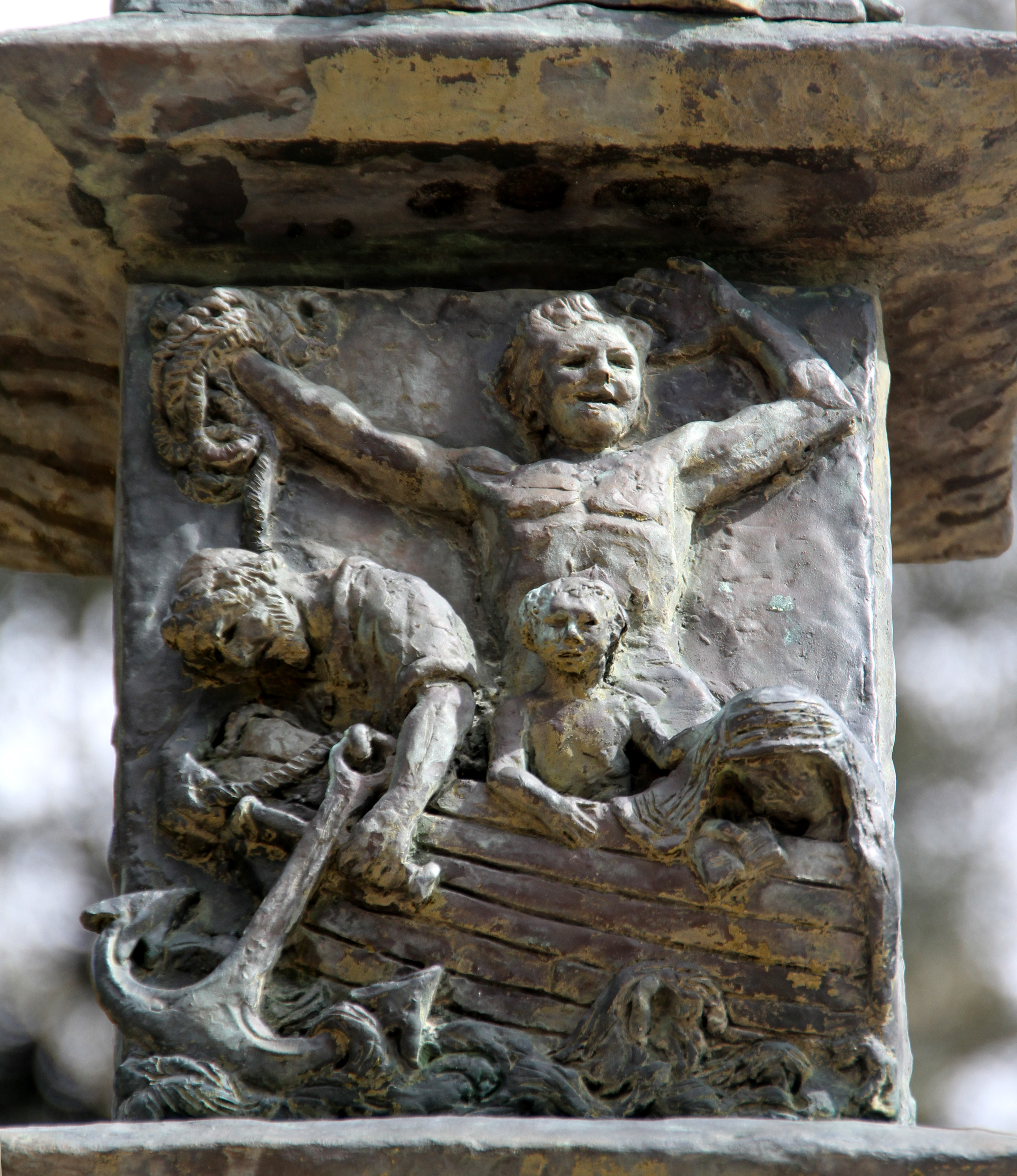
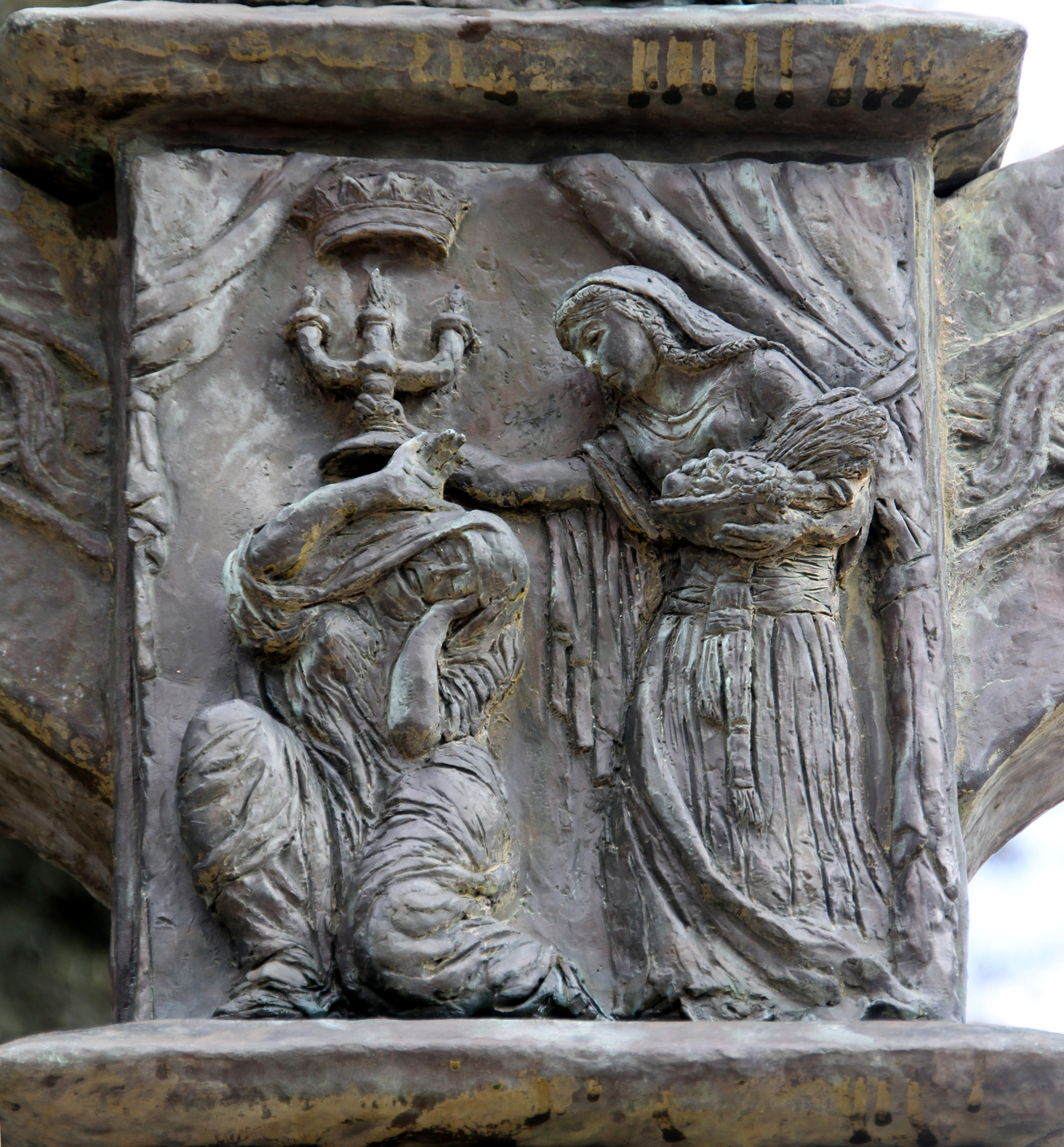
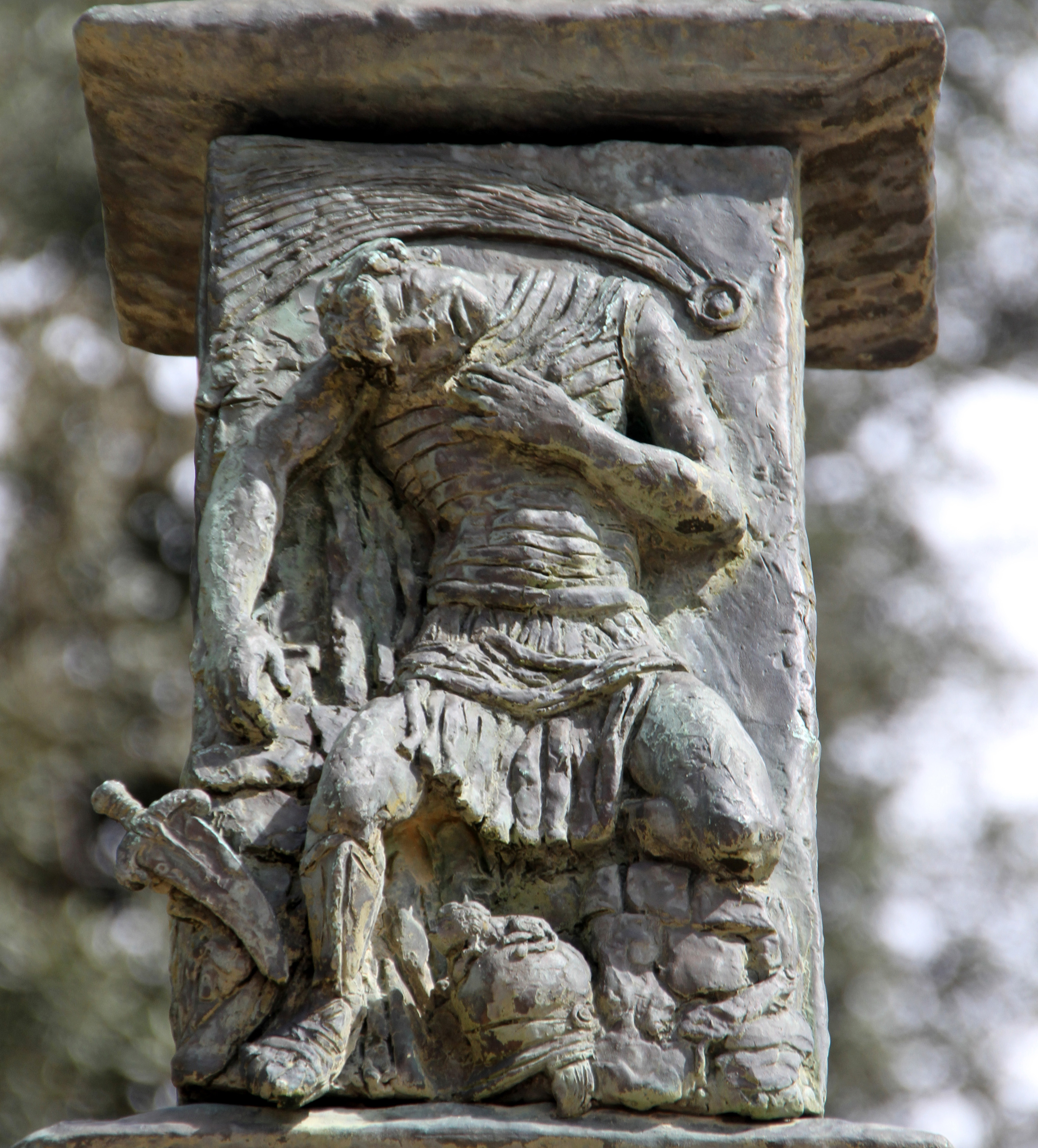
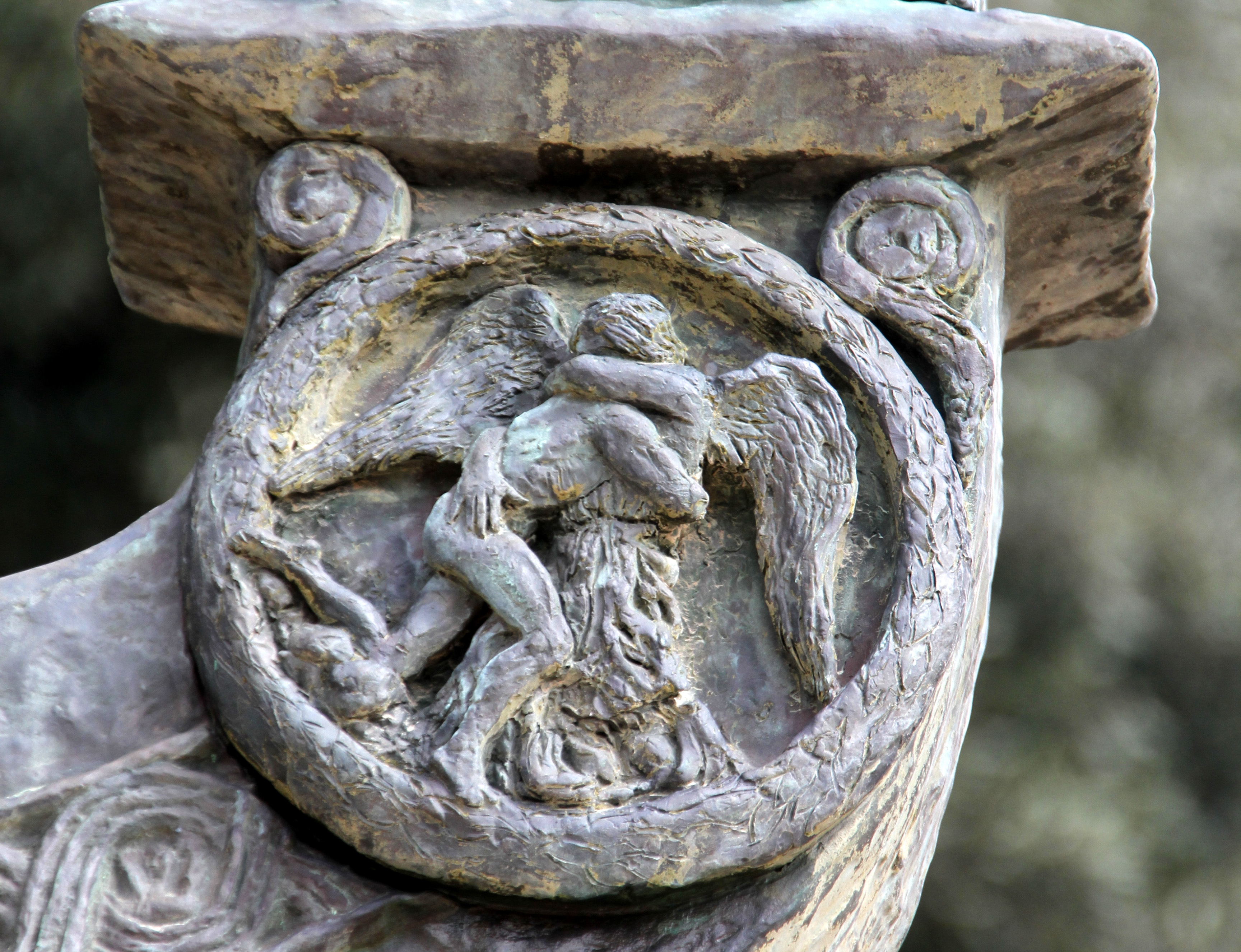
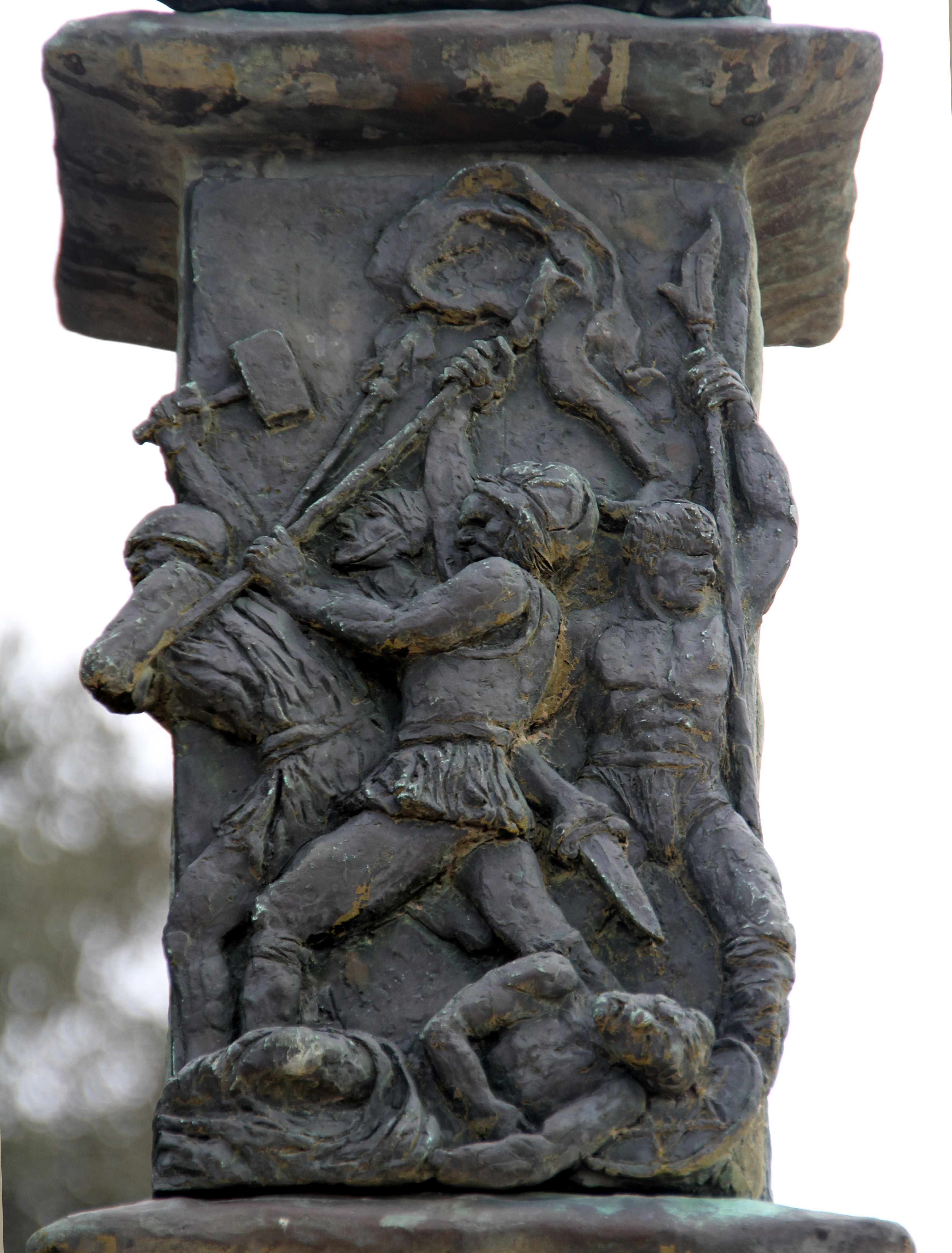
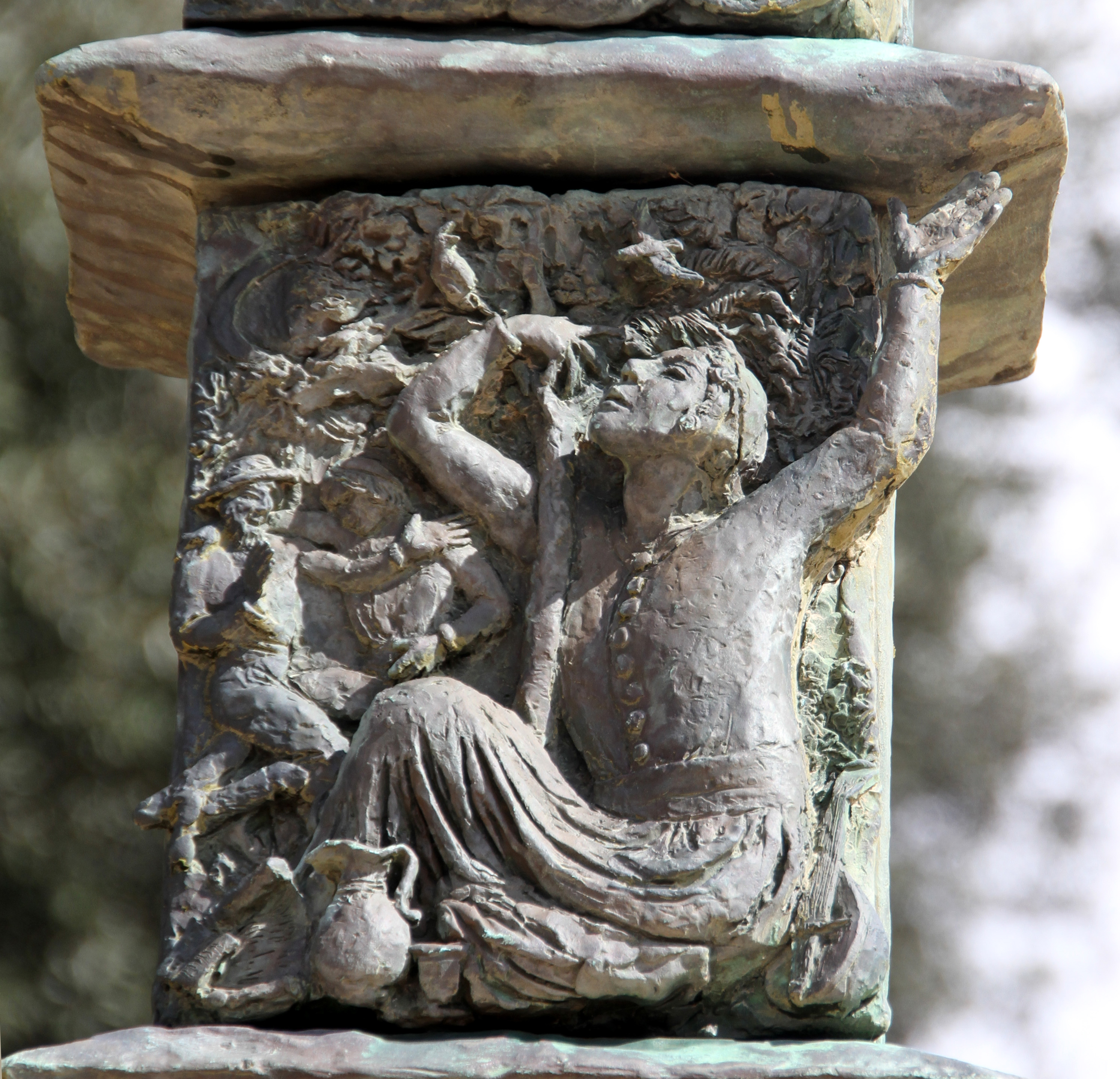